# Akito Kawamoto
Akito Kawamoto (født 1. maj 1990) er en japansk fodboldspiller.
Han har spillet for flere forskellige klubber i sin karriere, herunder Ventforet Kofu og Tochigi SC.